# Dulce Ginga
Dulce Ginga é uma funcionária pública e política angolana. Filiada ao Movimento Popular de Libertação de Angola (MPLA), é deputada de Angola pelo Círculo Eleitoral Nacional desde 28 de setembro de 2017.
Ginga não concluiu o ensino superior, mas cursou até o terceiro ano de ciências sociais. Desde 1976, exerceu diversas funções do funcionalismo público, majoritariamente em posições na Organização da Mulher Angolana (OMA).